# Euphyia confuscaria
Euphyia confuscaria là một loài bướm đêm trong họ Geometridae.